# Stefan Birčević
Stefan Birčević (cyrillique serbe : Стефан Бирчевић), né le 13 décembre 1989 à Lazarevac, en République socialiste de Serbie, est un joueur serbe de basket-ball. Il évolue au poste d'ailier fort.

## Palmarès
Avec la sélection de la Serbie, il remporte :
- Médaille d'argent aux Jeux olympiques de 2016.
- Médaille d'argent à la coupe du monde 2014 en Espagne.
- Vainqueur de l'Universiade d'été de 2011